# Йоганнес Гофман (СДП)
Йоганнес Го́фман (нім. Johannes Hoffmann; нар. 3 липня 1867 — пом. 15 грудня 1930) — німецький політик, член Соціал-демократичної партії Німеччини. Був міністром освіти з 1918 по 1920 та Прем'єр-міністром Баварії з 1919 по 1920 роки.

## Життєпис
Народився в Ільбесгаймі, недалеко від Ландау, Пфальц в сім'ї Петера Гофмана та Марії Єви. Відвідував гімназію в Ландау та, закінчивши навчання, працював шкільним вчителем у Кайзерслаутерні з 1887 року. Одружився з Луїс Акерманн в 1892 році.
У період між 1899 і 1904 роками Гофман був членом міської ради Кайзерслаутерна, відрядженим ліберальною Німецькою народною партією (ДПП). У 1907 році він приєднався до соціал-демократів і був обраний депутатом баварського ландтагу наступного року.
У 1910 році Гофман повернувся до міської ради Кайзерслаутерну, а з 1912 року обіймав посаду другого міського голови. У тому ж році він був обраний до німецького рейхстагу. Після німецької революції 1918—1919 рр., та створення Народної держави Баварії він обіймав посаду міністра освіти Баварії під керівництвом президента Курта Айснера. Під час перебування на посаді міністра освіти він вивів баварську шкільну систему навчання з-під нагляду католицької церкви. Після вбивства Айзнера, Гофман обійняв посаду прем'єр-міністра Народної держави Баварії 17 березня 1919 року і став першим вільно обраним прем'єр-міністром Баварії.
Вітіснитий з Мюнхена силами Баварської Радянської Республіки та місцевою радою працівників на чолі з колишнім партійним товаришем Гофмана Ернстом Нікішем, парламент і уряд відступили до Бамберга в квітні 1919 року, де Гофман взяв участь у розробці баварської Конституції («Конституція Бамберга»). Після того, як війська рейхсверу і воєнізовані підрозділи фрайкору, Гофман і його кабінет міністрів змогли повернутися до Мюнхена в травні 1919 року. Проте вже 14 березня 1920 року, баварська цивільна гвардія разом з силами фрайкору змусили Гофман піти у відставку. Його наступником став Ґустав фон Кар.